# Adiantum novae-caledoniae
Adiantum novae-caledoniae är en kantbräkenväxtart som beskrevs av Keys. Adiantum novae-caledoniae ingår i släktet Adiantum och familjen Pteridaceae. Inga underarter finns listade.